# Дом-музей И. Чавчавадзе
Дом-музей И. Чавчавадзе (груз. თბილისის ილია ჭავჭავაძის ლიტერატურულ-მემორიალური მუზეუმი) — учреждение культуры историко-литературной направленности. Расположен в Тбилиси (Грузия), улица Георгия Чубинашвили, д. 22.

## Экспозиция
В музее представлены материалы о жизни и творчестве выдающегося грузинского писателя и общественного деятеля Ильи Чавчавадзе (1837—1907).
Обстановка рабочего кабинета восстановлена по фотографиям рубежа XIX—XX веков, выполненных известным фотографом Дмитрием Ермаковым. Гостиная и столовая комнаты — по воспоминаниям Ольги Агладзе. Представлены различные предметы — старинный глобус, керосиновая лампа, чернильница, пепельница с надписью «Иверия», бюст Рафаэля Эристави и издание «Витязя в тигровой шкуре» с иллюстрациями Михая Зичи, письменный стол супруги Чавчавадзе Ольги Гурамишвили. На стенах — картины «Жак де Моле вступает в орден тамплиеров» Грана, «Страх» неизвестного автора, «Мазепа среди волков» Верне, портреты Шоты Руставели и всегда украшавших кабинеты писателя любимых героев — царя Ираклия II и Джузеппе Гарибальди. На стенах также размещены фотографии различных мест Азии и Африки, привезённые Чавчавадзе из заграничной поездки.
Старинный дорожный сундук (1900-е годы) Чавчавадзе передан в музей Акакием Белиашвили.

## История
Особняк на Андреевской (ныне — Григория Чубинашвили) улице, принадлежавший Варваре Гвиниашвили, Илья Чавчавадзе решил приобрести в 1900 году, уже достигнув солидного возраста. В этот период, с 1889 по 1901 год, он жил в Тифлисе в доме своей сестры Елизаветы Сагинашвили (сохранивший значительное количество личных вещей брата).
Новоприобретённый дом был перестроен по проекту архитектора Симона Клдиашвили, при перепланировке были устроены кабинет и гостиная. Камин был выписан из Италии.
В 1902 году Чавчавадзе с супругой Ольгой Гурамишвили поселились в нём. Здесь проводились «литературные четверги», хозяин читал свои произведения.
Чавчавадзе владел домом до своей кончины. Вдова передала дом Обществу по распространению грамотности среди грузин.
Музей был открыт в 1957 году, к 120-летнему юбилею писателя.
В 2016 году планировалось включить музей в «Объединение музеев».
В 1987 году был открыт музей Чавчавадзе на улице Ивана Джавахишвили. В комплекс музея входит башня, винные погреба, хлебный амбар, водяная мельница и пекарня. В 2018 году проведена реставрация музея